# Łączna (gmina)
Łączna – gmina wiejska w województwie świętokrzyskim, w powiecie skarżyskim. W latach 1994–1998 gmina położona była w województwie kieleckim. Do 1994 roku część gminy Suchedniów.
Siedzibą gminy są Łączna.
Według danych z 30 czerwca 2004 gminę zamieszkiwało 5259 osób.
Zgodnie z danymi demograficznymi za lata 2014–2017 ludność gminy wynosiła:
2014 – 5340 os.
2015 – 5226 os.
2016 – 5150 os.
2017 – 5180 os.

## Struktura powierzchni
Według danych z roku 2002 gmina Łączna ma obszar 61,78 km², w tym:
- użytki rolne: 37%
- użytki leśne: 56%

Gmina stanowi 16,35% powierzchni powiatu.

## Demografia

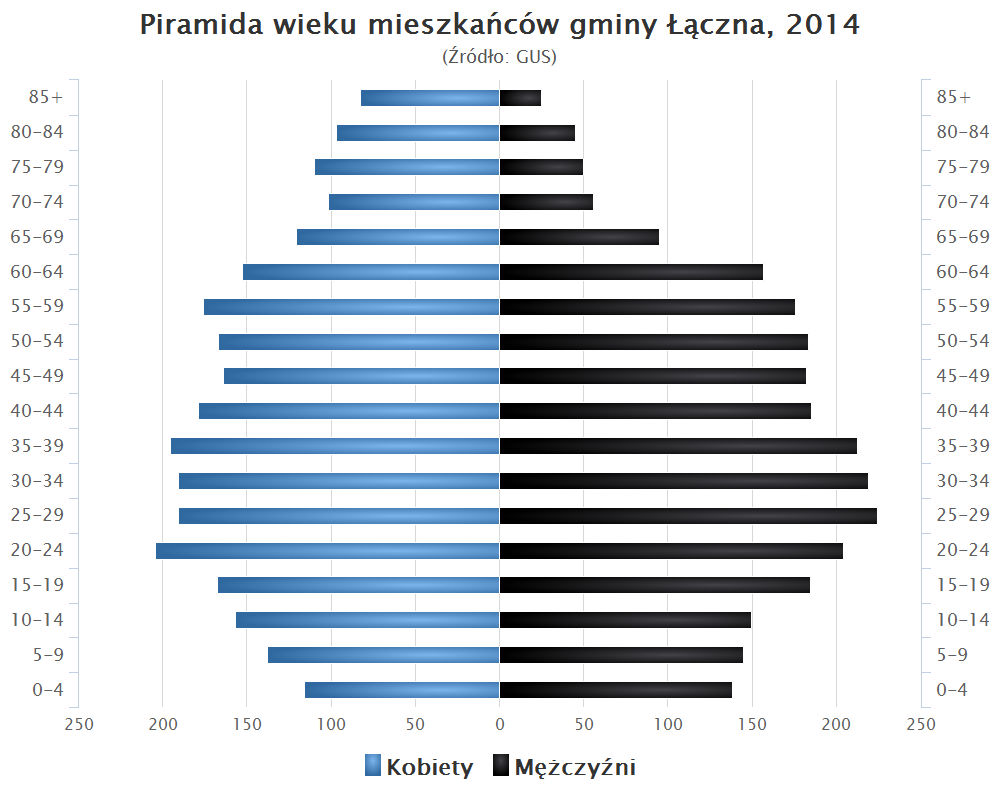
Piramida wieku mieszkańców gminy Łączna w 2014 roku

Dane z 30 czerwca 2004:
| Opis                              | Ogółem | Ogółem | Kobiety | Kobiety | Mężczyźni | Mężczyźni |
| --------------------------------- | ------ | ------ | ------- | ------- | --------- | --------- |
| jednostka                         | osób   | %      | osób    | %       | osób      | %         |
| populacja                         | 5259   | 100    | 2619    | 49,8    | 2640      | 50,2      |
| gęstość zaludnienia (mieszk./km²) | 85,1   | 85,1   | 42,4    | 42,4    | 42,7      | 42,7      |

Dane z 31 grudnia 2016:
| Opis      | Ogółem | Ogółem | Kobiety | Kobiety | Mężczyźni | Mężczyźni |
| --------- | ------ | ------ | ------- | ------- | --------- | --------- |
| jednostka | osób   | %      | osób    | %       | osób      | %         |
| populacja | 5150   | 100    | 2595    | 50,38   | 2555      | 49,61     |

Gęstość zaludnienia 84 os na km².

## Historia
- 30 grudnia 1994[4] – utworzenie gminy Łączna, w skład jej weszły miejscowości: Czerwona Górka, Gózd, Jęgrzna, Kamionki, Klonów, Łączna, Podłazie, Podzagnańszcze, Występa, Zagórze, Zalezianka, Zaskale (wszystkie z gminy Suchedniów)

## Sołectwa
Czerwona Górka, Gózd, Jęgrzna, Kamionki, Klonów, Łączna, Osełków, Podłazie, Podzagnańszcze, Występa, Zagórze, Zalezianka, Zaskale

## Sąsiednie gminy
Bliżyn, Bodzentyn, Masłów, Suchedniów, Zagnańsk